# Ischnocampa floccosa
Ischnocampa floccosa là một loài bướm đêm thuộc phân họ Arctiinae, họ Erebidae.